# Bastien Pinault
Bastien Pinault (Tarbes, 18 ottobre 1993) è un cestista francese.